# Bagra, Kărdjali
Bagra (în bulgară Багра) este un sat în comuna Kărdjali, regiunea Kărdjali,  Bulgaria. 

## Demografie
Componența etnică a satului Bagra
     Nicio identificare (4,54%)
     Turci (95,45%)
     Altele (0%)
La recensământul din 2011, populația satului Bagra era de 66 locuitori. Din punct de vedere etnic, majoritatea locuitorilor (95,45%) erau turci. Pentru 4,54% din locuitori nu este cunoscută apartenența etnică.